# Liste der Naturdenkmale in Todtnau
| Naturdenkmale | Anzahl |
| ------------- | ------ |
| FND           | 3      |
| END           | 1      |
| Gesamt        | 4      |

Die Liste der Naturdenkmale in Todtnau nennt die verordneten Naturdenkmale (ND) der im baden-württembergischen Landkreis Lörrach liegenden Stadt Todtnau. In Todtnau gibt es insgesamt vier als Naturdenkmal geschützte Objekte, davon drei flächenhafte Naturdenkmale (FND) und ein Einzelgebilde-Naturdenkmal (END).
Stand: 1. November 2016.

## Flächenhafte Naturdenkmale (FND)
| Name                                            | Bild | Kennung     | Einzelheiten | Position | Fläche Hektar | Datum         |
| ----------------------------------------------- | ---- | ----------- | ------------ | -------- | ------------- | ------------- |
| Fels (Pfaffenfelsen)                            |      | 83360870002 | Todtnau      | ???      | 0,0           | 13. Juli 1987 |
| Fels (Scheibenfelsen)                           |      | 83360870003 | Todtnau      | ⊙        | 0,0           | 13. Juli 1987 |
| Wasserfall (Todtnauer/Todtnauberger Wasserfall) |      | 83360870001 | Todtnau      | ⊙        | 2,0           | 13. Juli 1987 |
| Legende für Naturdenkmal                        |      |             |              |          |               |               |

## Einzelgebilde (END)
| Name                            | Bild | Kennung     | Einzelheiten | Position | Fläche Hektar | Datum         |
| ------------------------------- | ---- | ----------- | ------------ | -------- | ------------- | ------------- |
| 1 Buche (Weidbuche) Brandenberg |      | 83360870004 | Todtnau      | ???      | 0,0           | 13. Juli 1987 |
| Legende für Naturdenkmal        |      |             |              |          |               |               |